# Sint Jansteen

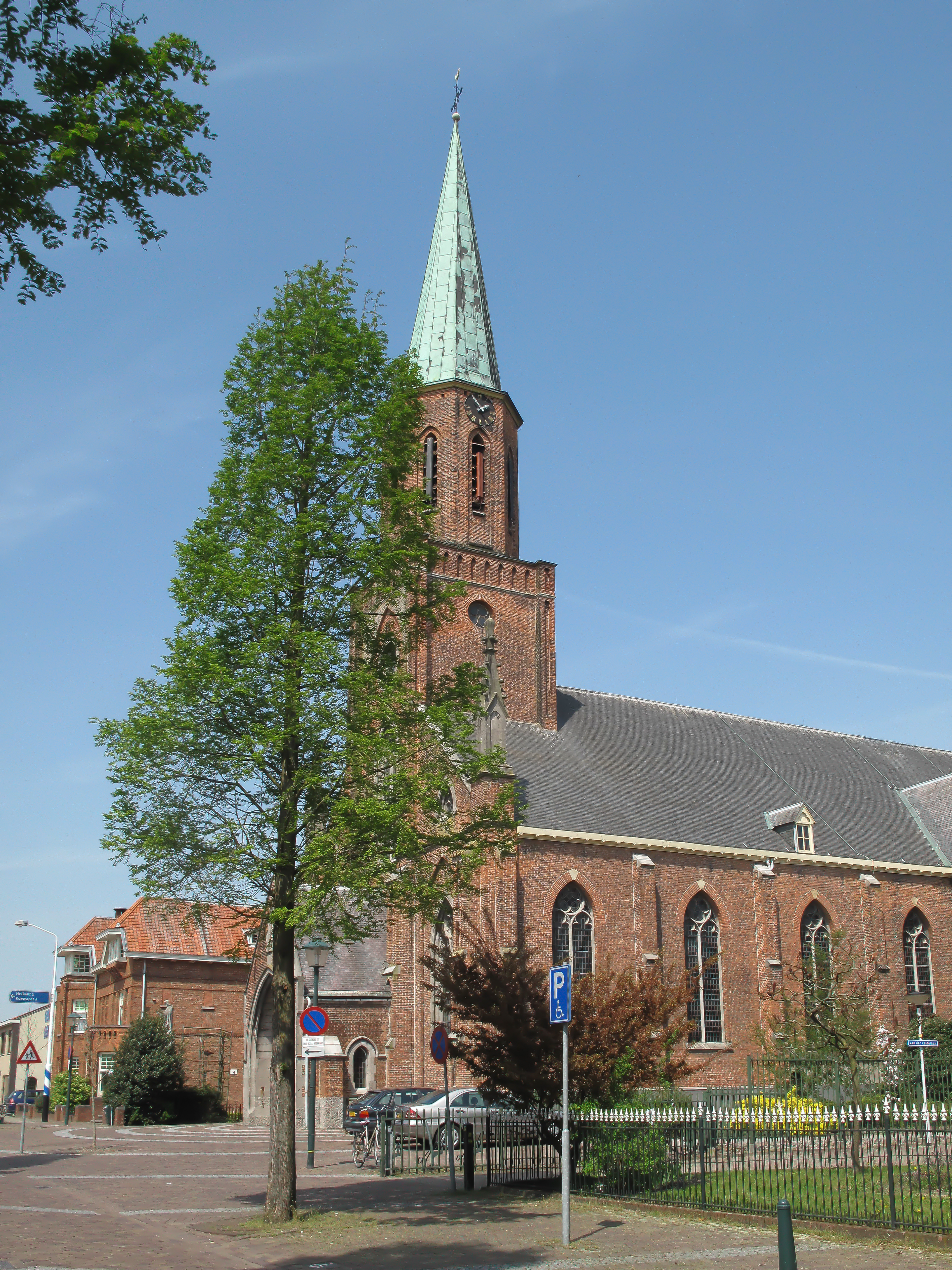
Sint Janssteen, église: de Sint Johannes de Doperkerk

Sint Jansteen est un village appartenant à la commune néerlandaise de Hulst, situé dans la province de la Zélande, en Flandre zélandaise. En 2009, le village comptait 3 155 habitants.
Sint Jansteen a été une commune indépendante jusqu'au 1er avril 1970. À cette date, la commune a été rattachée à celle de Hulst.